# Segunda Campaña de Guangxi
La segunda campaña de Guangxi (en chino: 桂柳反攻作戰) fue una contraofensiva china en tres frentes para retomar los últimos bastiones japoneses en la provincia de Guangxi (Guilin y Liuzhou), en el sur de China, durante abril y agosto de 1945. La campaña tuvo éxito y se idearon planes para limpiar las tropas japonesas dispersas restantes en las cercanías de Shanghái y la costa este cuando los soviéticos invadieron Manchuria el 8 de agosto y los estadounidenses arrojaron bombas atómicas sobre Hiroshima y Nagasaki, lo que llevó a la rendición de Japón y puso fin el 9 de septiembre a la segunda guerra sino-japonesa de ocho años.